# Simulium bertrandi
Simulium bertrandi är en tvåvingeart som beskrevs av Jean Charles Marie Grenier och Dorier 1959. Simulium bertrandi ingår i släktet Simulium och familjen knott. Inga underarter finns listade i Catalogue of Life.